# Nissewaard
Nissewaard is een gemeente op het eiland Voorne-Putten in het zuiden van de Nederlandse provincie Zuid-Holland. De gemeente is op 1 januari 2015 ontstaan door samenvoeging van de gemeenten Spijkenisse en Bernisse en omvat het gehele (voormalige) eiland Putten en het oosten van het (voormalige) eiland Voorne. Nissewaard telt 87.626 (1 januari 2024) inwoners en heeft een oppervlakte van 98,82 km² (waarvan 16,49 km² water). De gemeente maakt deel uit van de Metropoolregio Rotterdam Den Haag.
De gemeenteraden van Spijkenisse en van Bernisse hebben in juli 2013 tot de nieuwe naam Nissewaard besloten. Op 19 november 2014 werd de nieuwe gemeenteraad gekozen. Op 1 januari 2018 werd er een grenscorrectie doorgevoerd met de gemeente Hellevoetsluis. Sinds deze datum viel het dorp Oudenhoorn onder deze gemeente en niet meer onder Nissewaard.

## Topografie
Topografisch kaartbeeld van de gemeente Nissewaard, per juli 2023.

## Kernen
Ten oosten van de Bernisse (Putten):
- Beerenplaat (voormalige kern, maar wordt al enkele jaren niet meer als separate kern gezien en ligt voor de postadressen in Spijkenisse)
- Biert
- Geervliet
- Hekelingen
- Simonshaven
- Spijkenisse

Ten westen van de Bernisse (Voorne):
- Abbenbroek
- Heenvliet
- Tweede Vlotbrug
- Zuidland

## Politiek

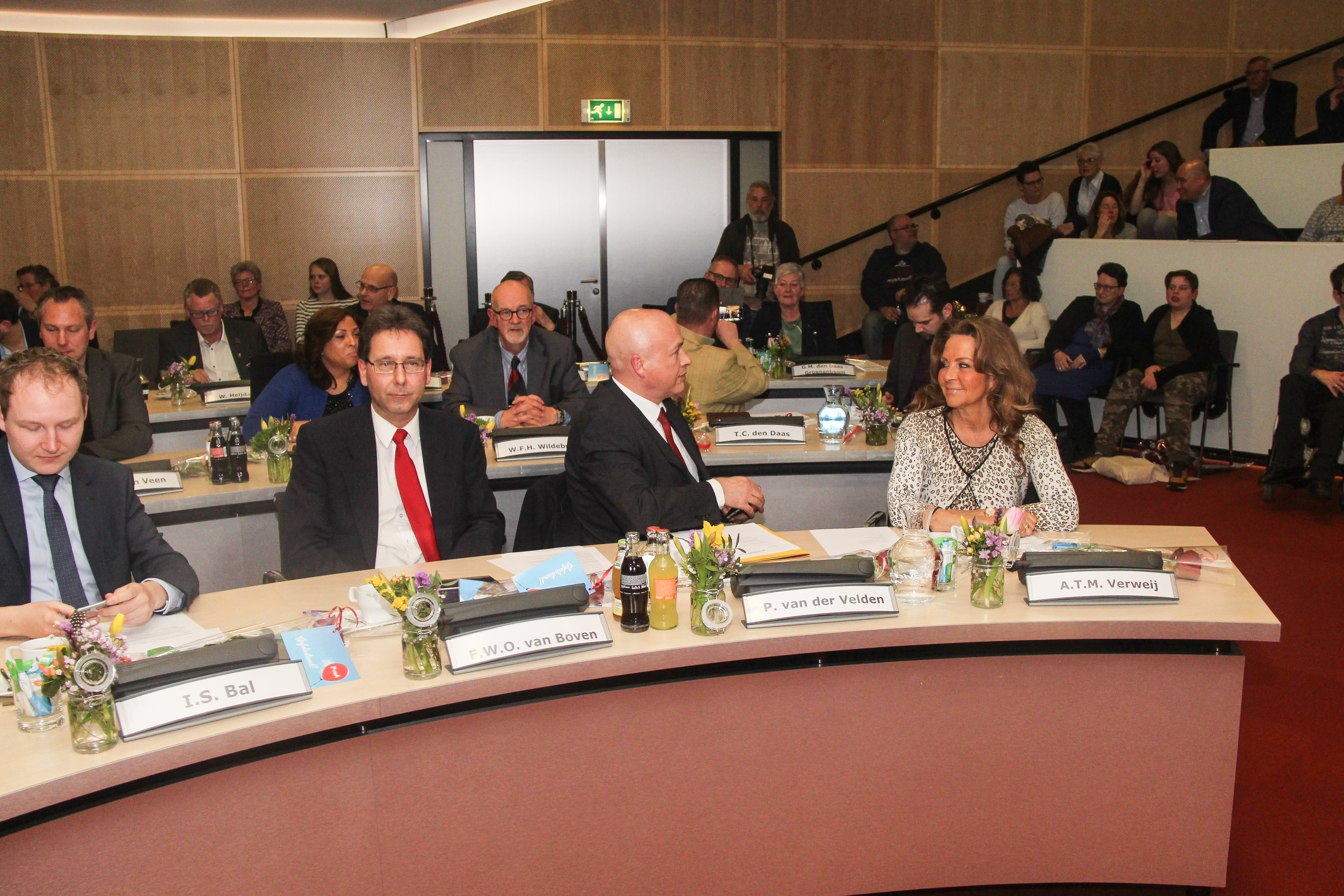
Raadsleden van Nissewaard (maart 2018)

### Gemeenteraad
De gemeenteraad van Nissewaard bestaat uit 37 zetels. Hieronder de behaalde zetels per partij bij de gemeenteraadsverkiezingen sinds 2014:
| Gemeenteraadszetels    | Gemeenteraadszetels | Gemeenteraadszetels | Gemeenteraadszetels |
| Partij                 | 2014                | 2018                | 2022                |
| ---------------------- | ------------------- | ------------------- | ------------------- |
| ONS Nissewaard         | 13                  | 14                  | 11                  |
| PvdA                   | 5                   | 5*                  | 5                   |
| Nissewaard Lokaal      | -                   | 4                   | 5                   |
| PVV                    | -                   | 5**                 | 4                   |
| VOOR Nissewaard        | -                   | -                   | 3                   |
| VVD                    | 4                   | 3                   | 2                   |
| CDA                    | 3                   | 2                   | 2                   |
| Belang van Nissewaard  | -                   | -                   | 2                   |
| Partij Jong Nissewaard | -                   | -                   | 1                   |
| ChristenUnie-SGP       | 2                   | 1                   | 1                   |
| GroenLinks             | -                   | -                   | 1                   |
| LOB                    | 2                   | 1                   | -                   |
| D66                    | 2                   | 1                   | -                   |
| Trots Nissewaard*      | 3                   | -                   | -                   |
| SP                     | 3                   | -                   | -                   |
| Totaal                 | 37                  | 37                  | 37                  |
| Opkomst                | 35,45%              |                     |                     |

* Op 13 januari 2019 is Kim van de Kant uit de fractie van de Partij van de Arbeid Nissewaard gestapt. Dit gebeurde na ophef over haar uitingen op social media over het Shantyfestival, georganiseerd door Arno Oomen, die tevens raadslid is van ONS. Op 17 januari 2020 maakte ze bekend verder te gaan als eenmansfractie onder de naam LieverLinks.
** Op 28 juni 2019 is de fractie PVV (Partij voor de Vrijheid) gesplitst in PVV (Partij voor de Vrijheid) en VolksPartij Nissewaard (VPN).

### College van burgemeester en wethouders
In de periode 2022-2026 kent het college van burgemeester en wethouders van Nissewaard de volgende samenstelling:
- Foort van Oosten - burgemeester
- Martijn Hamerslag - wethouder, eerste locoburgemeester (ONS Nissewaard)
- Hanneke Stengs - wethouder, tweede locoburgemeester (PvdA)
- Chris Hottentot - wethouder, derde locoburgemeester (Nissewaard Lokaal)
- Jan Willem Mijnans - wethouder, vierde locoburgemeester (ONS Nissewaard)
- Jeroen Postma, wethouder, vijfde locoburgemeester (ONS Nissewaard)
- Marc Weerts - gemeentesecretaris

## Lokale media
- Groot Nissewaard, weekkrant die ook gemeentelijke informatie publiceert

## Cultuur

### Monumenten
In de gemeente zijn er een aantal rijksmonumenten, gemeentelijke monumenten, en een oorlogsmonument, zie:
- Lijst van rijksmonumenten in Nissewaard
- Lijst van gemeentelijke monumenten in Nissewaard
- Lijst van oorlogsmonumenten in Nissewaard
- Lijst van Stolpersteine in Nissewaard

### Kunst in de openbare ruimte
In de gemeente Nissewaard zijn diverse beelden, sculpturen en objecten geplaatst in de openbare ruimte, zie:
- Lijst van beelden in Nissewaard

## Aangrenzende gemeenten
| Aangrenzende gemeenten | Aangrenzende gemeenten | Aangrenzende gemeenten | Aangrenzende gemeenten | Aangrenzende gemeenten |
| ---------------------- | ---------------------- | ---------------------- | ---------------------- | ---------------------- |
|                        |                        | Rotterdam              |                        | Albrandswaard          |
|                        |                        |                        |                        |                        |
| Voorne aan Zee         | Hoeksche Waard         |                        |                        |                        |
|                        |                        |                        |                        |                        |
|                        |                        | Goeree-Overflakkee     |                        |                        |

Hoofdplaats: Spijkenisse     
Steden: Geervliet · Heenvliet

Dorpen: Abbenbroek · Hekelingen · Simonshaven · Zuidland

Buurtschappen: Beerenplaat · Biert · Den Hoek · Tweede Vlotbrug

Zuid-Holland: Steden en dorpen    Nederland: Provincies · Gemeenten
Albrandswaard · Barendrecht · Capelle aan den IJssel · Delft · Den Haag · Krimpen aan den IJssel · Lansingerland · Leidschendam-Voorburg · Maassluis · Midden-Delfland · Nissewaard · Pijnacker-Nootdorp · Ridderkerk · Rijswijk · Rotterdam · Schiedam · Vlaardingen · Voorne aan Zee · Wassenaar · Westland · Zoetermeer
Alblasserdam · Albrandswaard · Alphen aan den Rijn · Barendrecht · Bodegraven-Reeuwijk · Capelle aan den IJssel · Delft · Den Haag · Dordrecht · Goeree-Overflakkee · Gorinchem · Gouda · Hardinxveld-Giessendam · Hendrik-Ido-Ambacht · Hillegom · Hoeksche Waard · Kaag en Braassem · Katwijk · Krimpen aan den IJssel · Krimpenerwaard · Lansingerland · Leiden · Leiderdorp · Leidschendam-Voorburg · Lisse · Maassluis · Midden-Delfland · Molenlanden · Nieuwkoop · Nissewaard · Noordwijk · Oegstgeest · Papendrecht · Pijnacker-Nootdorp · Ridderkerk · Rijswijk · Rotterdam · Schiedam · Sliedrecht · Teylingen · Vlaardingen · Voorne aan Zee · Voorschoten · Waddinxveen · Wassenaar · Westland · Zoetermeer · Zoeterwoude · Zuidplas · Zwijndrecht

Steden en dorpen · Voormalige gemeenten · Nederland: Provincies · Gemeenten